# Ken Robinson
Ken Robinson (Liverpool, 4 maart 1950 - 21 augustus 2020) was een Britse auteur, spreker en adviseur op het gebied van kunstonderwijs voor overheden, non-profitorganisaties, onderwijs- en culturele instellingen. Hij staat vooral bekend als internationaal expert en voorvechter van creativiteit en innovatie in het onderwijs en het bedrijfsleven.
Robinson studeerde van 1968 tot 1972 Engels en toneel aan de Universiteit van Leeds. In 1981 promoveerde hij aan de Universiteit van Londen op een proefschrift over theater en toneel in het onderwijs.
Van 1989 tot 2001 was hij hoogleraar (kunst)onderwijs aan de Universiteit van Warwick. In 1998 leidde Robinson een overheidscommissie in het Verenigd Koninkrijk over creativiteit, onderwijs en de economie. Hieruit vloeide in 1999 het zogenaamde Robinson Report voort met de titel All Our Futures: Creativity, Culture and Education. In 2003 werd hij geridderd voor zijn verdiensten voor het onderwijs en de kunsten.
In februari 2006 hield hij op de TED-conferentie in Californië een inleiding over de noodzaak van creativiteit in het onderwijs die uitgroeide tot de best bekeken 'TED-talk'.

## Werken
- 1977 Learning Through Drama. Report Of The Schools Council Drama Teaching Project. With Lynn McGregor and Maggie Tate. UCL. Heinemann. ISBN 0435185659
- 1980 Exploring Theatre and Education Heinmann ISBN 0435187813
- 1982 The Arts in Schools: Principles, Practice and Provision,. Calouste Gulbenkian Foundation. ISBN 0903319233
- 1984 The Arts and Higher Education. (Editor with Christopher Ball). Gulbenkian and the Leverhulme Trust ISBN 0900868899
- 1986 The Arts in Further Education. The British Department of Education and Science.
- 1998 Facing the Future: the Arts and Education in Hong Kong, Hong Kong Arts Development Council ASIN B002MXG93U
- 1998 All Our Futures: Creativity, Culture and Education (The Robinson Report)[3]
- 2001 Out of Our Minds: Learning to Be Creative. Capstone. ISBN 1907312471[4]
- 2009 The Element: How Finding Your Passion Changes Everything (with Lour Aronica). Viking. ISBN 0670020478
- 2010 Unlocking Creativity[5]

## Prijzen
- 2003 Geridderd door koningin Elizabeth II[6]
- 2009 Ambassadeur van het Europese Jaar van de Creativiteit en Innovatie
- 2009 Eredoctoraat en Athena-prijs van de Rhode Island School of Design (RISD)[6]
- 2008 Gouverneursprijs voor de Kunsten in Pennsylvania
- 2008 Creativiteits- en ondernemingsprijs van het Gheens-fonds
- 2008 George Peabody Medal[6]
- 2008 Royal Society for the Arts Benjamin Franklin Medal[6]
- 2008 Eredoctoraat van de University of Central England

Hij kreeg ook eervolle onderscheidingen aan de Open University, de Central School of Speech and Drama, Birmingham City University, Ringling College of Art and Design en het Liverpool Institute for Performing Arts.
- Bibsys: 90193206
- Biblioteca Nacional de Chile: 000751632
- Biblioteca Nacional de España: XX4873156
- Bibliothèque nationale de France: cb12440568z (data)
- Catàleg d'autoritats de noms i títols de Catalunya: 981058508742406706
- CiNii: DA06474201
- Gemeinsame Normdatei: 1049395166
- International Standard Name Identifier: 0000 0001 1083 9836
- Library of Congress Control Number: n77012607
- Nationale Bibliotheek van Letland: 000195301
- MusicBrainz: 8ad88957-a650-4952-8049-2a282b5f9131
- Bibliotheek van het Japanse parlement: 01172433
- Nationale Bibliotheek van Tsjechië: utb2010546704
- Nationale Bibliotheek van Israël: 987007313715205171
- Nationale Bibliotheek van Polen: a0000002800957
- Nationale en Universitaire bibliotheek Zagreb: 000263025
- Nederlandse Thesaurus van Auteursnamen: 069140030
- Réseau des bibliothèques de Suisse occidentale: 02-A016449690
- Istituto Centrale per il Catalogo Unico: TO0V030783
- LIBRIS: 342633
- SNAC: w64f24db
- Système universitaire de documentation: 033548412
- Virtual International Authority File: 106948903
- WorldCat: E39PBJcBTXtcqqMmcGGXF89CcP